# Gintarė Scheidt

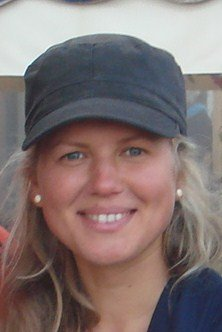
Gintarė Scheidt

Gintarė Scheidt (geb. Volungevičiūtė; * 12. November 1982 in Kaunas, Litauische SSR, Sowjetunion) ist eine litauische Seglerin. 
Gintarė Scheidt ist die erste litauische Sportlerin die bei Olympischen Sommerspielen im Segelsport (Laser Radial) eine Silbermedaille gewann. Am 19. August 2008 belegte sie mit 42 Punkten Rang 2 in Qingdao. Damit war sie eine von fünf Medaillengewinnern der litauischen Mannschaft bei den Olympischen Spielen 2008.
Gintarė Scheidt absolvierte nach dem Abitur an der Kaunas Vyturio Mittelschule das Bachelorstudium und seit 2007 studiert sie im Masterstudium Sportmanagement und Tourismus an der Litauischen Sportakademie. 
Gintarė Scheidt beschäftigt sich mit Sport seit 1991. Ihr Trainer ist Linas Eidukevičius. Ihr erster Trainer war Raimondas Komskis. Im Oktober 2008 heiratete sie den brasilianischen Segler Robert Scheidt.